# Мыс Быстрова
Мыс Быстро́ва — мыс на северо-западном побережье острова Джексона, координаты: 81°19′50″ с. ш. 55°40′50″ в. д.. Название предложено в 1963 году Л. С. Говорухой — сотрудником Арктического и Антарктического научно-исследовательского института — в честь выдающегося русского палеонтолога А. П. Быстрова (1899—1959). Наименование утверждено в качестве действующего и обязательного для употребления специальным решением исполнительного комитета Архангельского областного Совета депутатов трудящихся № 651 от 26 августа 1963 года о присвоении названий географическим объектам в архипелаге Земля Франца-Иосифа.
Мыс Быстрова — это правый входной мыс залива Де-Лонга, он находится в нескольких милях к северу от мыса Норвегия, где 1895-1896 годах зимовали в каменной берлоге Фритьоф Нансен и Ялмар Йохансен.

## Топографические карты
- Фрагмент карты острова Джексона с указанием мыса Быстрова